# Santuario de la naturaleza Yerba Loca
El Santuario Natural de Yerba Loca es un área protegida de Chile que se extiende desde la cumbre Poniente del cerro La Paloma por el Cordón de la Sierra Bella por el cerro Littoria hasta la cumbre del cerro El Plomo que divide la cuenca del río Blanco (Aconcagua) y del río Olivares.

## Descripción
Entre muchas cosas hay, entre bosquetes de coníferas, lugares de pícnic, un campamento, un arboretum, el inicio de cinco senderos, uno de los cuales finaliza en los glaciares colgantes del cerro La Paloma y del cerro El Altar.

### Orográfica
El principal curso de agua permanente es el estero Yerba Loca, que presenta gran cantidad de sulfatos, lo que impide que sus aguas sean utilizadas como bebida. Nace en los faldeos del cerro La Paloma, a 3900 m s. n. m.. Los principales afluentes del estero Yerba Loca son el estero La Leonera, que confluye en el sector Villa Paulina y el estero Chorrillo del Plomo.

### Geográfica
1. Al Sur, por la división de las cumbres del Potrero Grande, entre el cerro de los Quempos y el cerro Ramón que divide de las cuencas del Estero el Manzano y el Estero de Las Monjas, tributarios del río Maipo (comuna de san José de Maipo).
2. Al Oriente, por un cordón de cerros altos desde el cerro El Plomo, pasando por el cerro Cepo, laguna Manantial hasta el Cerro de Los Quempos que divide la cuenca del río Olivares y estero Quempo.
3. Al Poniente, desde la cumbre del cerro Ramón hasta la cumbre del Alto de la Provincia, línea que divide de la comuna de La Reina; desde este punto bajando por un cordón secundario hasta la ermita, confluencia de los ríos San Francisco y Molina formando ahora el río Mapocho; bordeando el río San Francisco entre La Ermita y la confluencia con el estero de la Yerba Loca y finalmente subiendo por cordón de cerros secundarios hasta la cumbre poniente del Cerro La Paloma. la línea E-F-G-A divide el terreno elegido del resto de la comuna de Lo Barnechea.

Las formas del relieve representadas en el Santuario de la Naturaleza, corresponden a rasgos característicos de la cordillera de los Andes de Chile central, en el umbral de la transición a la depresión intermedia o valle central.

### Características fisiográficas

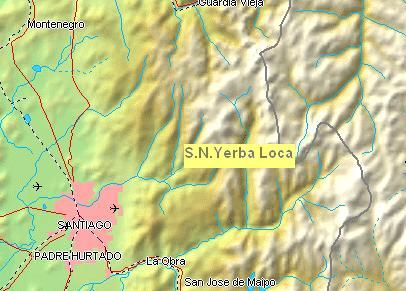
Ubicación del área protegida

Se pueden distinguir tres unidades fisiográficas relevantes:
1. La cadena de cerros que limita la hoya hidrográfica de Yerba Loca por el este o cordón El Plomo-La Parva.
2. La cadena de cerros que limita la hoya hidrográfica por el oeste o cordón de la Yerba Loca.
3. El valle o cajón glaci-fluvial de Yerba Loca.

El Santuario de la Naturaleza se ubica en el extremo sur-oriente de la cuenca subandina del río Mapocho, sobre el margen derecho del río Molina.

### Topografía
El área está caracterizada por una topografía de alta montaña con pendientes del orden de 15º a 30°, surcada por numerosas quebradas con escurrimientos hacia el poniente y vertientes de caras rugosas, cubiertas con material detrítico y escombros de falda. Las quebradas son relativamente profundas y presentan lechos generalmente rocosos con un alto contenido de material grueso de arrastre. 
La gradiente altitudinal va desde los 1.500 msnm a los 5400 msnm.

### Clima
El área del Santuario posee un clima mediterráneo templado cálido con lluvias invernales, también conocido como templado de tipo mediterráneo.
En el Santuario se encuentran la Región Ecológica del Matorral y del Bosque esclerofilo y la Región Ecológica Estepa Alto Andina.

### Flora
La Región Ecológica del Matorral y del Bosque Esclerofilo, se extiende por la zona central de Chile, con alta diversidad vegetacional, donde predominan los arbustos altos de hojas esclerofilas, asociado con arbustos bajos xerófitos, arbustos espinosos, suculentas y árboles de hoja dura.
La Región Ecológica denominada de la Estepa Alto Andina, comparte las características que el cordón andino presenta a través de toda su extensión, con factores determinantes como la altitud y el relieve, lo que le otorga una fisionomía particular a sus formaciones vegetales. Se encuentran tres tipos biológicos de plantas con gran homogeneidad como es el caso de las plantas pulvinadas o en cojín, las gramíneas cespitosas (pastos duros y coirones) y los arbustos de follaje reducido.
La Sub Región de Los Andes Mediterráneos está representada en el Santuario con la Formación Vegetal denominada Estepa Alto Andina de la Cordillera de Santiago. Esta formación vegetal representa el nivel altitudinal superior de la vegetación en la Cordillera de Los Andes de la zona central. Por la naturaleza del relieve montañoso, de carácter muy abrupto, su distribución es discontinua, tomando en ciertos lugares el aspecto de un desierto de altitud.

### Fauna
Las condiciones agrestes del Santuario, han permitido el desarrollo de una fauna típica de altura. ]Una diversidad de mamíferos incluyendo roedores como el degú, ratón orejudo de Darwin, cururos, ratón de cola larga y ratón de cola de pincel.Los reptiles del género Liolaemus y Fragellifer habitan por gran superficie del Santuario. Los falconiformes, están presentes con el halcón peregrino, águila, cernícalo, carancho cordillerano, tíuque; y entre los catartidos se encuentra el jote de cabeza colorada y una importante población de cóndores.
Existe además una diversidad de aves, especialmente del género Musxacicola y Geosita, entre las conspicuas encontramos a chiricoca, bandurrilla, picaflor cordillerano, picaflor gigante, piuquén, bandurria y jilguero cordillerano.
Mamíferos incluyendo roedores como el degú, ratón orejudo de Darwin, cururos, ratón de cola larga y ratón de cola de pincel.Los reptiles del género Liolaemus y Fragellifer habitan por gran superficie del Santuario. Los falconiformes, están presentes con el halcón peregrino, águila, cernícalo, carancho cordillerano, tíuque; y entre los catartidos se encuentra el jote de cabeza colorada y una importante población de cóndores.

### Histórica
Este lugar ha sido ocupado preferentemente en dos periodos de la historia chilena:

#### Chile prehispánico
En el Chile prehispánico, desde el Periodo Arcaico, con ocupaciones desde hace 6000 a. C. años hasta la Conquista de Chile, con presencia cultural de chiquillanes, picunches e incas. De particular importancia son las Casas piedras.

"Los montañeses son los Chiquillanes, los Pehuenches y los Puelches. Habitan los valles de la cordillera bajo chozas de cuero de huanaco que mudan, cuando les parece, de un sitio a otro (...)
"Los Chiquillanes se extienden en la parte más oriental de esta montaña (...)
"Esta tribu, la más bárbara de todas la chilenas, va casi desnuda; su lengua es un idioma muy corrupto y gutural .....El linaje Pikunche del antiguo Chile central, se basaba en un incipiente sistema social de matriarcado, con alguna tendencia al patriarcalismo. Sus grupos totémicos (linajes bajo la protección de algún espíritu animal) se unían en lebos naturales (tipo de célula o parcialidad civil dirigido por un jefe o Ülmen). Solo en tiempos de guerra se agrupaban en un Aillarehue (Alto Consejo de Defensa) compuesto po nueve Rehues o lebos y presidido por un Toki.
Felipe Gómez de Vidaurre (Historiador del Reino de Chile)

.

##### Alero de la Vertiente
Al principio del Santuario existe un alero en el cual se han encontrado rastros de cazadores recolectores del Neolítico. Se han encontrado numerosas herramientas líticas finamente trabajadas.

##### Casa de Piedra Carvajal
33°13′18.12″S 70°16′30.70″O / -33.2217000, -70.2751944

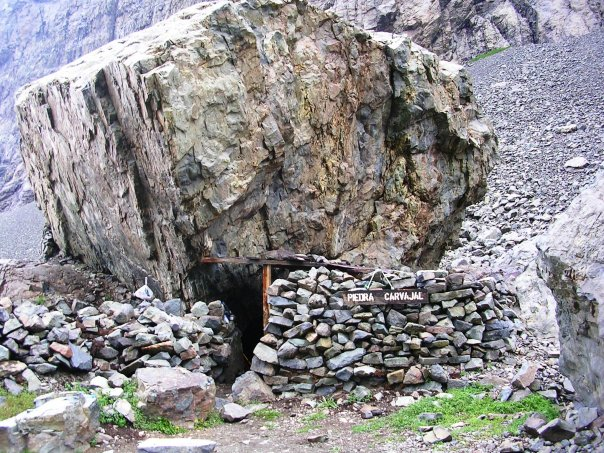
Casa Piedra Carvajal

Aproximadamente a 6 h de caminata hacia el interior de Villa Paulina, se encuentra este refugio de arrieros que presenta ocupaciones desde las culturas prehispánicas, usado frecuentemente por los andinistas que se dirigen al glaciar.

##### Pirca del Glaciar
A 3287 m s. n. m. se encuentran cuatro pircas (muros de piedra) alineadas al este orientadas hacia el Apu del Cerro del Plomo.

##### Tambo
A 2900 m s. n. m. se encuentra un gran tambo inca, con 5 recintos de muros de doble cara de uno a un y medio metros de altura. Una gran plataforma empedrada orientada hacia el valle. Gran superficie con piedra laja.

#### Momia de Cerro El Plomo
En la cumbre y antecumbre del Cerro El Plomo se hallan algunas construcciones de piedra, y cerca de su misma cumbre se descubrió a un niño inca momificado del siglo XV, el 1 de febrero de 1954, por los arrieros Luis Ríos Barrueto, Guillermo Chacón Carrasco y Jaime Ríos Abarca. El Capac cocha sacrificado en El Plomo debió pasar por Corral Quemado en el camino a su sacrificio.

##### Catastro de sitios arqueológicos
En los últimos años se está intentando hacer un catastro de los sitios arqueológicos antes de que se pierdan. En una primera fase, planificada para el período comprendido entre los meses de mayo de 2007 y septiembre de 2008, se realizará el Catastro de sitios arqueológicos del Santuario de la Naturaleza de Yerba Loca, para continuar posteriormente, en un plazo no mayor a dos años, con la Carta Arqueológica de Lo Barnechea, que incluirá el catastro antes mencionado.

#### Colonia e Independencia
El segundo es el período Colonial y Republicano, cuyas evidencias muestran actividades mineras y ganaderas de los últimos siglos.

Yerba Loca (Quebrada de).-—El nombre es el de una hierba ó planta (Phaca flava, striata).Se abre entre las sierras del lado sur de la sección oriental del río Mapocho y baja hacia el N. á desembocar en éste á unos 18 kilómetros al E. del fundo de Las Condes, por donde se halla el establecimiento de fundición llamado de los Maitenes. En su interior y á bastante altura se explotan minas de plata y de plomo. 
Francisco Solano Asta-Buruaga y Cienfuegos, Diccionario Geográfico de la República de Chile (1897 )

#### SigloXX
Esta zona formó parte de la Hacienda de Las Condes. Era usada en las labores de pastío fundamentalmente en las veranadas.

El vaquero Cosme Morales se bá a la yerba loca, hace su arreo, con 4 peones de la manera siguiente cubre desde donde pueda entrar por la nieve, en la quebrada de los lúnes, el paso de los quioscos, la placeta del Paico, la loma de canales hasta el paso de Jorquera, todo el llano del manzanito sigue arreando, por el mortero, i vota su arreo a la cortadera, hai se reune con toda su jente aloja hai en la cortadera i si el tiempo esta malo buelve alojar a la casa de piedra del mortero(Casa Piedra Carvajal). 
Rafael Herrera.

## Administración

### Historia
Francisco Solano Asta-Buruaga y Cienfuegos escribió en 1899 en su obra póstuma Diccionario Geográfico de la República de Chile sobre el lugar:
Yerba Loca (Quebrada de).-—Se abre entre las sierras del lado sur de la sección oriental del río Mapocho y baja hacia el N. á desembocar en éste á unos 18 kilómetros al E. del fundo de Las Condes, por donde se halla el establecimiento de fundición llamado de los Maitenes. En su interior y á bastante altura se explotan minas de plata y de plomo.
Este predio fue entregado en donación por Hans Von Kiesling, en pago de una venta vitalicia a doña Elfriede Maurach Martinoff, la que el 15 de julio de 1971 la donó a la Municipalidad de Las Condes.

### Dependencia administrativa
El Santuario presenta una infraestructura desarrollada por la CONAF, para las actividades de vigilancia y control. Esta consiste en una casa de Administración, una casa de guardaparques y un sector de bodegas. Para el manejo de caballares y control de vacunos una red de cercas y pircas.La creación del Santuario fue solicitada a petición de la Ilustre Municipalidad de Las Condes, dueña en ese tiempo del predio.

### Accesos
Existe un camino de tierra desde la entrada al santuario desde la ruta G-21 hasta unos 4,6 km hacia el interior.

## Turismo

### Actividades
- Camping rústico
- Excursionismo
- Observación de flora y fauna
- Mountain bike: ruta desde la entrada al SN Yerba Loca hasta La Parva
- Montañismo
- Escalada en hielo

## Actualidad
En enero de 2012 se producen una serie de Huaicos que dejaron aislados a 70 turistas